# Сологубово
Сологубово — село в Зиминском районе Иркутской области России.

## География
Входит в состав Батаминского муниципального образования. Находится примерно в 23 км к юго-западу от районного центра.

## История
В 1965 г. Указом Президиума ВС РСФСР населенный пункт Заимка Сальникова переименован в посёлок Сологубово.

## Население
| 2002 | 2010 | 2011 | 2012 |
| ---- | ---- | ---- | ---- |
| 167  | ↘150 | →150 | ↗154 |

По данным Всероссийской переписи, в 2010 году в селе проживало 150 человек (83 мужчины и 67 женщин).